# Колодиев
Колодиев (укр. Колодіїв) — село в Галичской городской общине Ивано-Франковского района Ивано-Франковской области Украины.
Население по переписи 2001 года составляло 686 человек. Занимает площадь 6,642 км². Почтовый индекс — 77153. Телефонный код — 03431.